# Krzysztof Baumiller

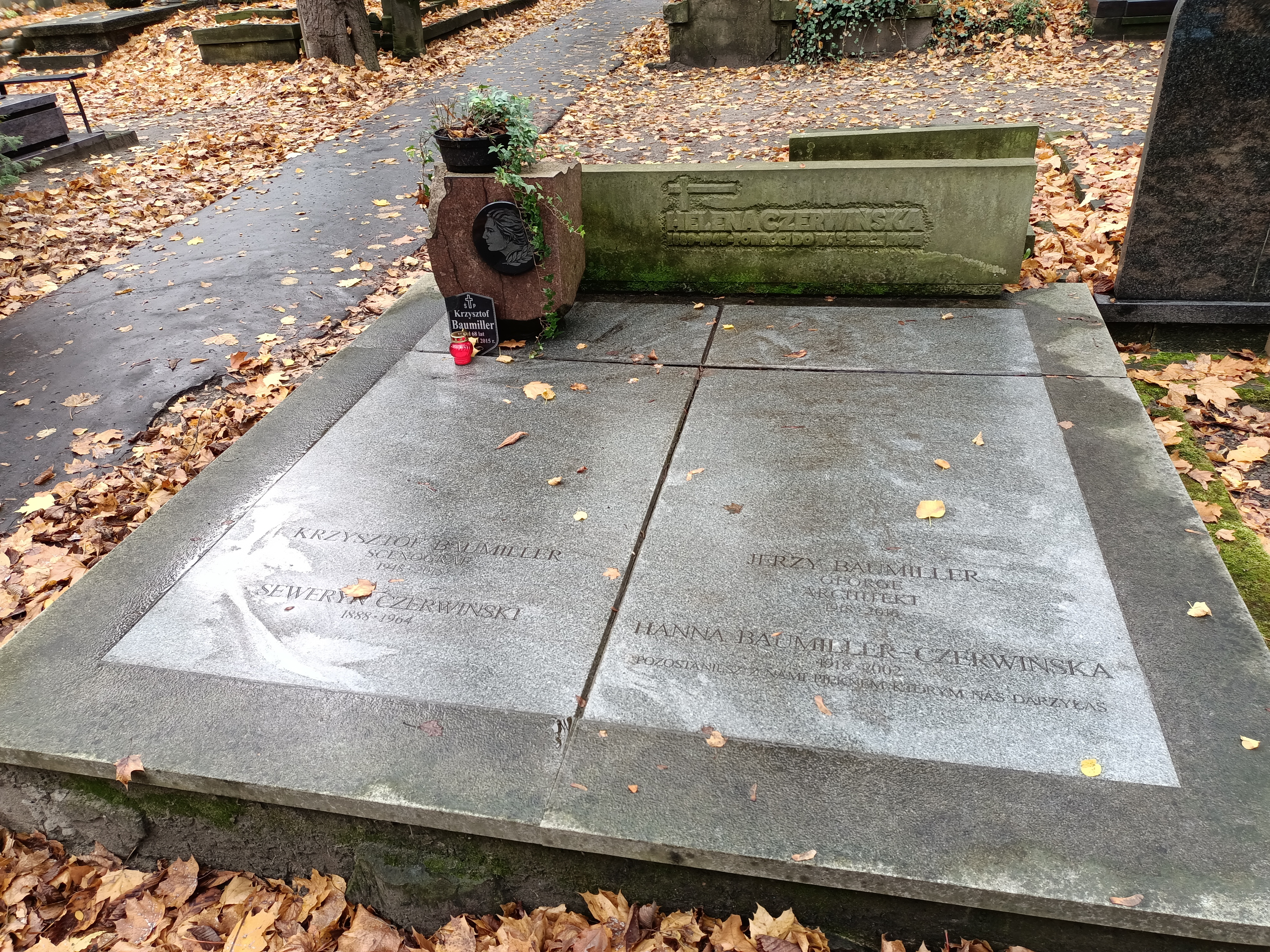
Grób Krzysztofa Baumillera na Cmentarzu Powązkowskim

Krzysztof Baumiller (ur. 26 sierpnia 1946 w Milanówku, zm. 17 lipca 2015 w Warszawie) – polski scenograf telewizyjny, teatralny i filmowy. Członek Stowarzyszenia Filmowców Polskich, Związku Artystów Scen Polskich i Polskiej Akademii Filmowej.
Studiował na Wydziale Architektury Wnętrz Akademii Sztuk Pięknych w Warszawie. Początkowo zajmował się projektowaniem  wystaw fotograficznych Związku Artystów Fotografików. Od połowy lat 70. był związany zawodowo z Telewizją Polską. Stworzył kilkaset scenografii widowisk, programów rozrywkowych, publicystycznych i informacyjnych oraz spektakli Teatru Telewizji. Pracował również na potrzeby filmu, m.in. scenografie Mów mi Rockefeller, Spona, Stan strachu i Kornblumenblau. Pochowany na cmentarzu Powązkowskim (kwatera 231-5-28/29).